# Dziatlaŭski Rajon
Dziatlaŭski Rajon (vitryska: Дзятлаўскі Раён, ryska: Дятловский район) är ett distrikt i Belarus. Det ligger i voblasten Hrodna voblast, i den västra delen av landet, 160 km väster om huvudstaden Minsk.